# (6059) 1979 TA
(6059) 1979 TA là một tiểu hành tinh vành đai chính. Nó được phát hiện bởi Zdeňka Vávrová ở Đài thiên văn Kleť gần České Budějovice, Cộng hòa Séc, ngày 11 tháng 10 năm 1979.